# Jacques-Vincent Languet de Gergy
Jacques-Vincent Languet, comte de Gergy (1667-1734) est un diplomate français du XVIIIe siècle, seigneur  de Montchanut, Aunay, Raconnay, Bougerot et des quatre Villeneuves.

## Biographie
Son père était Denis Languet de Gergy († 1680), procureur général au parlement de Bourgogne, et sa mère, Marie Robelin de Saffres (1639-1700), était quant à elle fille du second président du Parlement de Bourgogne. Il fut baptisé le 29 avril 1667. Parmi ses frères, plusieurs devinrent ecclésiastiques, dont Jean-Baptiste Languet de Gergy et Jean-Joseph Languet de Gergy, futur archevêque de Sens et membre de l'Académie Française, Guillaume Languet , seigneur de Rochefort († 1731), Pierre Bénigne Languet, seigneur de Montigny, Lazarre Languet (†1736).
D'abord Gentilhomme ordinaire de la Chambre du Roi, il occupa divers postes diplomatiques de haut rang. Envoyé extraordinaire en 1697 à Stuttgart auprès du duc de Wurtemberg, il le fut ensuite en 1702 auprès du duc de Mantoue. Au mois de décembre 1704, il est l'envoyé extraordinaire auprès  auprès du Duc de Mantoue, et fit son entrée  au mois d'avril 1706 à Mantoue. En 1709, il fut nommé à un poste analogue auprès du Grand Duc de Toscane, et fit son entrée à Florence le 1er octobre 1710 et y résida jusqu'en 1715.  
Le 21 octobre 1715, il épouse Anne Henry, fille du Trésorier général des galères de France, qui lui donne une fille : Antoinette Languet de Gergy (1723-1786) qui épousa en l'église Saint-Sulpice de Paris Louis de Cardevac d'Havrincourt (1707-1767). Il est alors nommé envoyé extraordinaire auprès de la Diète de Ratisbonne. Il occupait encore ce poste lorsqu'il fut nommé en 1721 ambassadeur à Venise où il arriva le 5 décembre 1723 et fit son entrée publique le 4 novembre 1726, épisode grandiose qui fut immortalisé en peinture par l'artiste vénitien Canaletto et donna lieu à la composition et l'interprétation d'œuvres musicales telles que la sérénade La Sena festeggiante d'Antonio Vivaldi.
Mécène, Languet fut d'ailleurs un commanditaire d'Antonio Vivaldi, qui en 1727 donna un concert de ses œuvres dans sa résidence.
Il est mort le 17 novembre 1734.

### Iconographie
- Réception de l'Ambassadeur français au palais ducal, peinture commémorant sa réception à Venise, aujourd'hui conservée au Musée de l'Ermitage à Saint-Pétersbourg
- Portrait en buste de Jacques Vincent Languet de Gergy, huile sur toile par Hyacinthe Rigaud, 1715, le modèle à 48 ans, Œuvre non localisée[2]